# الجريمة في ولاية ميزوري

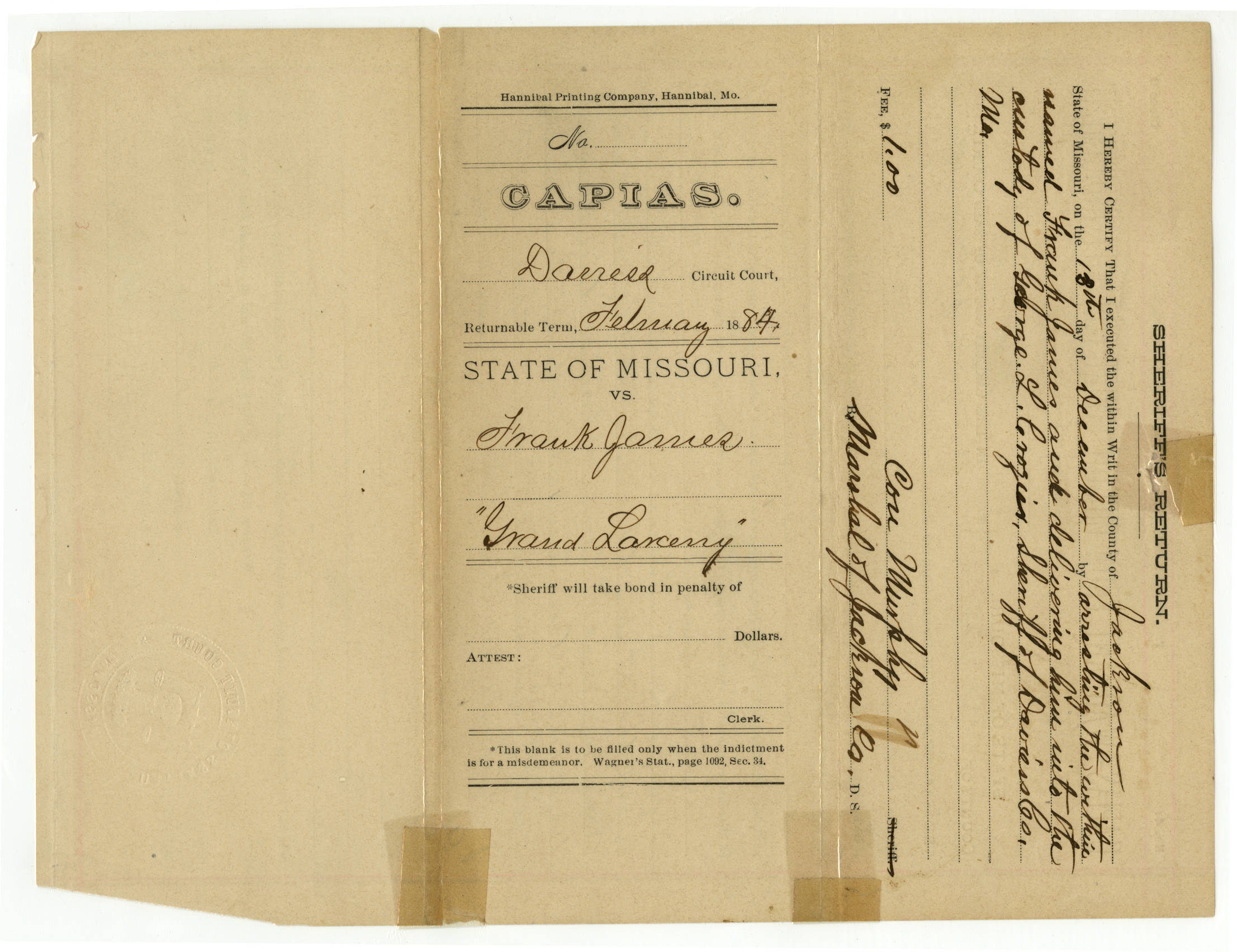

## الإحصاءات
في عام 2016 كانت هناك 202,193 جريمة مبلغ عنها في ميزوري، بما في ذلك 537 حالة قتل.

## قوانين عقوبة الإعدام
عقوبة الإعدام تطبق في هذه الولاية.